# Chalara neocaledoniae
Chalara neocaledoniae är en svampart som beskrevs av Dadant ex Kiffer & Delon 1983. Chalara neocaledoniae ingår i släktet Chalara, divisionen sporsäcksvampar och riket svampar.   Inga underarter finns listade i Catalogue of Life.